# 音楽のある風景
『音楽のある風景』（おんがくのあるふうけい）は、2002年4月から2025年4月1日までユニバーサルミュージック合同会社および株式会社燈音舎が製作していた通販CDのテレビショッピング番組。番組仕立てでコンテンツを紹介し、実際に販売もおこなう。
番組開始以来、クラシック、ジャズ、イージーリスニング、ディスコ、オールディーズ、ロック、J-POP、フォーク、歌謡曲、演歌、叙情愛唱歌など、多岐に渡る商品を扱っている。

## 概要
さまざまな音楽を、それが流行した時代の風景とともに描くという手法によって、古い音楽カタログを活性化させた。スタート時のその手法に代わり、現在は高画質の映像を背景に、音楽と語りによって、視聴者の共感や郷愁を引きだす構成が増えている。2002年9月からBS日テレでの放映が主体であったため、早い時期からハイビジョンでの番組制作をおこなっており、2022年現在は大多数の番組が4K制作となっている。
ユニバーサルミュージック製作、同社のファミリークラブ事業を承継した燈音舎販売（2013年11月以降）のCD、DVD等を販売することを目的としつつも、本編の内容、構成は商品の販売という目的にとどまらないものもかつては多く、その点で他のCDのテレビショッピングとは一線を画していた。「ダイアナ〜その愛」、「大地の歌」、「メロディー」、「アメリカの光と影」等は戦争や貧困に起因した残虐なシーンも多いが、それらを視聴できる機会は少ない。
「音楽夢紀行」という番組では、ハイビジョン映像とクラシック音楽をシンクロさせた同名シリーズDVD頒布のクラブ会員を常時募集しており、テレビというメディアで会員を募り、それを組織化するという手法を取っている。これは前シリーズの「地球の詩」の後を継いだものである。
放送回数では、BSデジタル放送のBS日テレが最も多い。
かつて1997年から9年間展開されていた『住商ホームショッピング』でも音楽コンピレーションアルバムを紹介する際に似通った構成にしていたことがある。また、2025年現在では放送回数は当番組や前述の『住商ホームショッピング』よりは少ないながらも『ショップジャパン』でも『大人のムード歌謡』（紹介アーティストは石原裕次郎・テレサ・テン・菅原洋一他）などの音楽CDを紹介する際に同じような構成で放送している。

## 番組の終焉
新型コロナウイルスの流行、主要対象だったシニア層の人口減少で売り上げが減少したことや音楽のサブスクリプション配信サービスが普及したことなどを背景として、2025年4月1日の放送をもってテレビ・BS各局での番組放映に幕を閉じることが同年2月に明らかになった。
2月下旬の放送分より、番組冒頭及び終盤にて、番組終了のメッセージが入る。そして、番組は4月1日をもって終了。23年の歴史に幕を閉じた。
番組終了後は120秒スポットCM枠を使いネット及びカタログによる販売に移行する。

## 主な商品

### 通販CD

#### 邦楽
J-POP
- MY MEMORIESシリーズ
  - MY MEMORIES
  - Girls JAPANESE BEST HITS COLLECTION MY MEMORIES II
  - 青春 MY MEMORIESIII
  - MY MEMORIES 〜わたしの青春ソング〜
- ALWAYS WITH YOU 〜いつも心に青春の歌〜
- J-POPリフレイン〜時代を超えたBEST SONGS〜
- again〜もう一度聴きたい歌〜
- 青春歌白書 〜FOLK&J-POP BEST SELECTION〜（日本コロムビアが発売）
- シティポップ・コレクション Best 70

フォーク・ニューミュージック
- FOREVER YOUNG[1]
- ヒット・カーニバル
- 青春ライブラリー〜あの頃聴いた歌
- きらめきのフォーク・ミュージック
- 青春の歌風景 〜フォーク&ポップス全集〜
- 荒井由実 オリジナルアルバム 4枚セット

（ひこうき雲、MISSLIM、COBALT HOUR、14番目の月）
- アリス ザ・ベスト・ボックス
- 小椋佳全集
- グループ・サウンズ大全集
- 50s-60s ポップス黄金時代

演歌・歌謡曲
- 夢 演歌〜日本のこころ〜
- 華 演歌〜人生のメロディー〜
- 昭和30年代〜歌が希望だった時代〜
- 昭和40年代ヒットパレード〜夢と笑いのお茶の間から〜
- 決定版 歌謡ヒットポップス
- おとなの歌謡曲 心ときめく青春ヒット曲集
- 美空ひばり 昭和のうた
- 石原裕次郎 BEST FOREVER
- テレサ・テン 伝説の歌姫
- ザ・ムード歌謡プレミアム 〜都会の夜の歌謡曲〜
- 演歌いろいろ 名曲90選
- 木村好夫 〜ギターが奏でるこころ歌〜
- 時代のうた 〜いつまでも心に残る歌謡曲〜
- 名演100選! ギターが奏でる昭和メロディー
- SONGS FOREVER 〜歌い継ぎたい日本の名曲
- 国民的作曲家 古関裕而全集
- オリジナル音源で綴る 懐かしの昭和流行歌
- ほろ酔い歌 64選
- 演歌浪漫
- COVERS 歌い継がれる昭和平成の歌

叙情歌
- こころの詩〜ふるさとの歌〜
- 宗次郎〜風の歌・森の声〜
- NHK名曲アルバム 美しき日本わが故郷
- 抒情愛唱歌集 ふるさとの歌（由紀さおり・安田祥子）
- ダークダックス 永遠の愛唱歌集100

#### 洋楽
- UNCHAINED MELODY
- MY GIRL
- IMAGE, SOUND & SCENE〜ムードミュージック コレクション〜
- POP! OF POPS
- ビューティフルドリーム
- ANTHOLOGY〜POPS FOREVER
- ビューティフルヴォイス
- ビューティフルタイム（SHM-CD）
- 星の音楽
- 大人のBallads
- オールディーズ★青春グラフィティ
- BEAUTIFUL LOVE 〜韓国ドラマ主題歌・テーマ曲集〜
- LOVE SONGSスペシャルBOX
- 決定版 世界のムード音楽
- Jazz for You
- Smash hits in 80's[1]
- シネマムード
- マイウェイ 〜想い出の洋楽ヴォーカル・コレクション〜
- VIVA! LATIN 〜魅惑のラテン音楽〜[1]
- ポール・モーリア ベスト100 〜永遠のヨーロピアン・サウンズ〜
- カーメン・キャバレロ ピアノ全集
- ビリー・ヴォーン ベスト100
- 決定版 ディスコミュージック
- カーペンターズ ベスト・ソングス
- ABBA（アバ） ザ・コレクション
- ザ・ビーチ・ボーイズ ザ・ベスト
- サイモン&ガーファンクル ザ・コレクション
- JAZZの時刻 〜The Best Jazz Collection〜
- JET STREAM DREAMY FLIGHT
- PARADISE MEGA HIT'S 80s
- 日本で流行った洋楽ヒット 69〜79

#### クラシック
- どこかで出逢った、あのメロディー
- 小澤征爾の世界
- クラシカル・ギャラリー
- アマデウス・モーツァルト全集
- ショパン・ピアノ作品全曲集
- ピアノ名曲物語
- クラシカルライフ〜アダージョ
- アンドレ・リュウ〜ザ・キング・オブ・ザ・ワルツ
- ビューティフルクラシック（SHM-CD）
- バロックベスト100
- N響プロムナード・コンサート（NHK交響楽団）
- ヒーリングクラシック ザ・プレミアム
- ホーム・ミュージック大全集

### DVD
- Only You[1]
- モーツァルトの風景
- 美の回廊〜名画を訪ねて〜
- 流行歌と映像で綴る 懐かしの昭和（DVD・VHS）
- JET STREAM（DVD・BD）
- 演歌の風景 〜映像付 演歌ベスト・コレクション〜（DVD・BD）
- クルーズで巡るやすらぎの旅（DVD・BD）

### 音楽のある風景ミュージッククラブ
- 音楽夢紀行（DVD・BD、会員のみの販売）
- 音楽でめぐる世界の旅（DVD BD、会員のみの販売）

## スタッフ
- ナレーション：春原美和、西田紘二 ほか
- 構成・脚本・演出：日高治彦（ユニバーサルミュージック→燈音舎・ヒダカオフィス）
- プロデューサー：玉井盛也（コイントス）
- チーフプロデューサー：村田憲一（ユニバーサルミュージック）
- 制作：ヒダカオフィス、コイントス
- 企画制作：ユニバーサルミュージック、燈音舎

## 各地の放送時間

### 地上波
- TOKYO MX：平日 20:30 - 21:00（不定期）

### BSデジタル
- BS日テレ：毎日4 - 8回放送
- BS朝日：月曜日を除く毎日4時台に1回放送
- BSフジ：日曜、月曜を除く毎日3時台〜4時台に2回放送
- BS11：不定期放送（主に第3週の2時台〜3時台に2 - 4回放送）

また、BS日テレ・BS朝日・BS-TBS・BSフジの4K放送では、独自に4K制作版も放送している（2Kとは別編成）。

### CATV自主放送
- J:COM：「J:COMチャンネル」土曜 24:30-24:58、日曜 22:00 - 22:28（不定期）

### かつて放送されていた局
- サンテレビ：毎週木曜日 24:40 - 25:10

2007年6月28日放送分をもって終了。
- 鹿児島テレビ：不定期週日曜日 24:50 - 25:20
- BSジャパン：毎週日曜日 23:30 - 24:00
- 第一興商スターカラオケ

2012年3月をもって閉局。
- その他